# 中山千彰
中山 千彰（なかやま ちあき、1961年5月7日 - ）は、制作会社イースト勤務の『僕らの音楽2』担当テレビプロデューサーで、元ニッポン放送名物ディレクター。
東京都港区出身。

## 来歴・人物
港区立飯倉小学校、港区立城南中学校から都立日比谷高校へ進む。学習院大学文学部を卒業後、約1年間、西武百貨店（シードホール）などでのサラリーマン生活を経て、『それいけビッチラ大放送』（RFラジオ日本）のラジオパーソナリティなどをつとめた後、ニッポン放送に入社。
ディレクター時代は「オールナイトニッポン」、「ヤングパラダイス」、「南野陽子 ナンノこれしきっ!」等の番組を担当。特に「デーモン小暮のオールナイトニッポン」では、『パンストを脱がせたい女』コーナーなどで流れた「天誅下してやる～!」「許してくださいと言え～」などの過激な掛け声とともに、たびたび番組に乱入。小暮伝衛門名義のソロアルバム「好色萬声男」にも登場している。また芸能人が多い家系（下述）であることがきっかけで『俺ん家コネクション』のコーナーが登場、中山家の家紋が入ったジャンパーを着ていたことも番組中で話題となり、番組ノベルティとして『紋所ステッカー』が作られることともなった。
また無類のボクシングファンとしても知られ、その知識と分析力は専門家以上の声も。本人はモハメド・アリを敬慕する。自身は高校、大学時代にラグビー部に所属。
叔父に歌手の旗照夫、俳優の旗昭二。また従兄はハリウッド俳優のケリー・ヒロユキ・タガワ。旗照夫に関しては、親戚のつながりで『デーモン小暮のオールナイトニッポン』のスペシャル企画として放送された『月曜オールナイトだよ!歌ってマンボ全員集合!だめだこりゃ』のマンボ大会の審査員として出演している。

## 担当番組
- 僕らの音楽-OUR MUSIC-（フジテレビ系列）
- ヤングライブニッポンLF+RミュージックTV(BSフジ)
- LF+RランキングTV カウントダウンニッポン(BSフジ)